# Felicitas Andresen
Felicitas Andresen (* 1939) ist eine deutsche Autorin von Belletristik, Kinderbüchern und Jugendliteratur. Sie lebt in Gaienhofen.
2000 erhielt sie den 3. Preis beim Autorenwettbewerb des Irseer Pegasus, 2016 wurde sie für ihren Roman Sex mit Hermann Hesse mit dem Thaddäus-Troll-Preis ausgezeichnet.

## Werke
- Beate auf den Knien. Roman. Deutscher Taschenbuch-Verlag, München 1993, ISBN 3-423-11724-9.
- „Kinder sind nicht wasserlöslich“, sagte die Prinzessin. tabu-Verlag, München 1995, ISBN 3-930777-52-5.
- (mit Josef Hoben) Landmarken, Seezeichen. Texte der Meersburger Autorenrunde. Waldburg 2001, ISBN 3-935093-14-4.
- Fichte im Bett. Drey, Gutach 2010, ISBN 978-3-933765-56-7.
- Lene im Schilf. epubli, Berlin 2011, ISBN 978-3-8442-1248-8.
- Sex mit Hermann Hesse. Roman. Klöpfer & Meyer, Tübingen 2015, ISBN 978-3-86351-406-8
- Die vornehme Pepsi und ihr Bodyguard. Roman. Linzgau Literatur Verein, Frickingen 2017, ISBN 978-3-940301-18-5
- Die Frau mit den 3 Händen. Roman. 8 Grad Verlag, Freiburg 2024, ISBN 978-3-910228-38-2

| Personendaten    | Personendaten               |
| ---------------- | --------------------------- |
| NAME             | Andresen, Felicitas         |
| ALTERNATIVNAMEN  | Andresen-Kohring, Felicitas |
| KURZBESCHREIBUNG | deutsche Autorin            |
| GEBURTSDATUM     | 1939                        |